# Phạm Ngọc Thạch
Phạm Ngọc Thạch (1909–1968) là một nhà khoa học y khoa Việt Nam, giáo sư, tiến sĩ khoa học, nguyên Bộ trưởng Bộ Y tế trong Chính phủ Việt Nam Dân chủ Cộng hòa. Ông được Nhà nước Cộng hòa xã hội chủ nghĩa Việt Nam truy tặng Giải thưởng Hồ Chí Minh năm 1997 vì các cống hiến trong lĩnh vực khoa học.

## Thân thế
Phạm Ngọc Thạch sinh ngày 7 tháng 5 năm 1909 tại Quy Nhơn, tỉnh Bình Định. Cha ông là nhà giáo Phạm Ngọc Thọ. Ông mồ côi mẹ khi mới lên 2, không bao lâu cha ông cũng qua đời. Chị ông là bà Phạm Thị Ngọc Diệp lấy chồng (dược sĩ Phạm Doãn Điềm) giàu có, vì thế bà có điều kiện nuôi nấng, giúp đỡ em trai học lên bác sĩ. Vốn thông minh, học giỏi, khi tốt nghiệp tú tài, ông thi vào theo học tại Đại học Y Hà Nội từ nǎm 1928, sau đó sang Pháp học tiếp và tốt nghiệp bác sĩ ở Paris nǎm 1934.
Tại Pháp, ông được thăng chức Giám đốc Bệnh viện Lao vùng núi phía đông nước Pháp, đồng thời là bác sĩ chuyên khoa tại Viện Điều dưỡng Haute Ville.
Năm 1936, ông trở về Việt Nam. Về nước, ông không làm cho nhà nước mà mở phòng khám tư, rất đông khách. Thu nhập của ông cao hơn bất cứ ông Đốc phủ sứ nào thời đó và ông đã nhanh chóng giàu có và mua hàng ngàn mẫu đất ở miền Tây, mua nhiều biệt thự ở Đà Lạt, liên tục đổi xe hơi. Cũng trong thời kỳ này, ông bắt đầu tham gia hoạt động yêu nước. Thời kỳ Mặt trận Bình dân (1936–1939), ông tham gia hoạt động cách mạng ở Sài Gòn và một thời hoạt động là Tổng thư ký của Việt Nam Quốc gia Độc lập Đảng. Tháng 3 năm 1945, ông gia nhập Đảng Cộng sản Đông Dương. Nhờ có công cứu được Ida, một trùm mật vụ của Nhật nên được Nhật cử Ida đưa lời mời ông đứng ra thành lập tổ chức Thanh niên Tiền phong vào tháng 4 năm 1945, cũng chính tổ chức này đã tham gia cướp chính quyền tháng 8 nǎm 1945.
Cách mạng tháng Tám thành công, ông được phân công là Bộ trưởng Bộ Y tế đầu tiên của Chính phủ Lâm thời nước Việt Nam Dân chủ Cộng hòa, Ủy viên Ủy ban Nhân dân Nam Bộ, rồi lần lượt là Thứ trưởng Phủ Chủ tịch (từ 21/11/1946), Trưởng phái đoàn Chính phủ tại Nam Bộ (1948–1950), Chủ tịch Ủy ban Kháng chiến Hành chính Đặc khu Sài Gòn – Chợ Lớn, Trưởng ban Y tế của Đảng Lao động Việt Nam, Thứ trưởng Y tế (1954–1958), từ 1958 là Bộ trưởng Bộ Y tế.
Năm 1968, ông vào chiến trường miền Nam, trực tiếp tổ chức và tham gia cứu chữa thương binh, tìm cách trị bệnh cho nhân dân và chiến sĩ. Do sức khỏe kém, cộng với lao lực, ngày 7 tháng 11 nǎm 1968, bác sĩ Phạm Ngọc Thạch qua đời do viêm phúc mạc mật và bị sốt rét ác tính. Lễ tang của ông được Chính phủ nước Việt Nam Dân chủ Cộng hòa tổ chức trọng thể tại thủ đô Hà Nội, đích thân Thủ tướng Phạm Văn Đồng đọc điếu văn tại lễ truy điệu.

## Gia đình
Phạm Ngọc Thạch lập gia đình năm 1936 tại Việt Nam với Marie Louise, người từng làm y tá tại bệnh viện lao tại Pháp mà ông từng làm việc. Ông bà có hai người con là Colette Phạm Như Mai và Alain Phạm Ngọc Định. Từ năm 1936 cho đến trước cuộc Cách mạng tháng Tám, gia đình ông sống tại Sài Gòn.
Sau khi vào chiến khu của Việt Minh, ngày 23 tháng 9 năm 1945, vợ và các con ông ở lại Sài Gòn. 5 năm sau, Marie Louise mang các con quay về Pháp. Bà nuôi các con trong tình cảnh khó khăn về kinh tế và bị kỳ thị do có chồng là "trùm cộng sản".
Khi được tin Phạm Ngọc Thạch đã chuyển công tác ra Hà Nội, Marie Louise đưa các con về Việt Nam định cư tại Hà Nội, nhưng sau một thời gian ngắn cả ba lại quay về Pháp. Bà quay lại nghề y tá và ủng hộ các hoạt động chống chiến tranh Việt Nam.
Người con trai của Phạm Ngọc Thạch là Allain Phạm Ngọc Định tuy định cư tại Pháp nhưng lấy quốc tịch Việt Nam.

## Đánh giá
Khi nghe tin ông hy sinh, chủ tịch Hồ Chí Minh không giấu được đau đớn, lặng im hồi lâu. Nhiều đồng nghiệp, cán bộ ngành y tế không cầm được nước mắt trước cái tin ấy.
Lúc đó, tháng 3/1969, trên tờ tạp chí của Hội Y học Pháp – Việt, Giáo sư thạc sĩ André Roussel đã phải thốt lên về bác sĩ Phạm Ngọc Thạch "do tập trung được những đức tính hiếm có và quý báu, mà khi nói đến ông người ta dùng một câu rất hiếm: Đó là một người hiền vĩ đại".
Đánh giá những thành tựu đóng góp của ông trong nghiên cứu khoa học, chính quyền Việt Nam Dân chủ Cộng hòa đã nhận định Phạm Ngọc Thạch đã nêu một tấm gương về cách nhìn, cách nghĩ, cách nghiên cứu để giải quyết một cách sáng tạo và độc đáo những vấn đề khó khǎn và phức tạp của việc thanh toán những bệnh tật do chế độ cũ để lại, trong việc vệ sinh phòng bệnh và bảo vệ sức khỏe nhân dân và đồng chí đã thành công trong nhiều công trình nghiên cứu quan trọng (Lời Điếu văn tại Lễ truy điệu Phạm Ngọc Thạch – Phạm Vǎn Đồng).

## Vinh danh

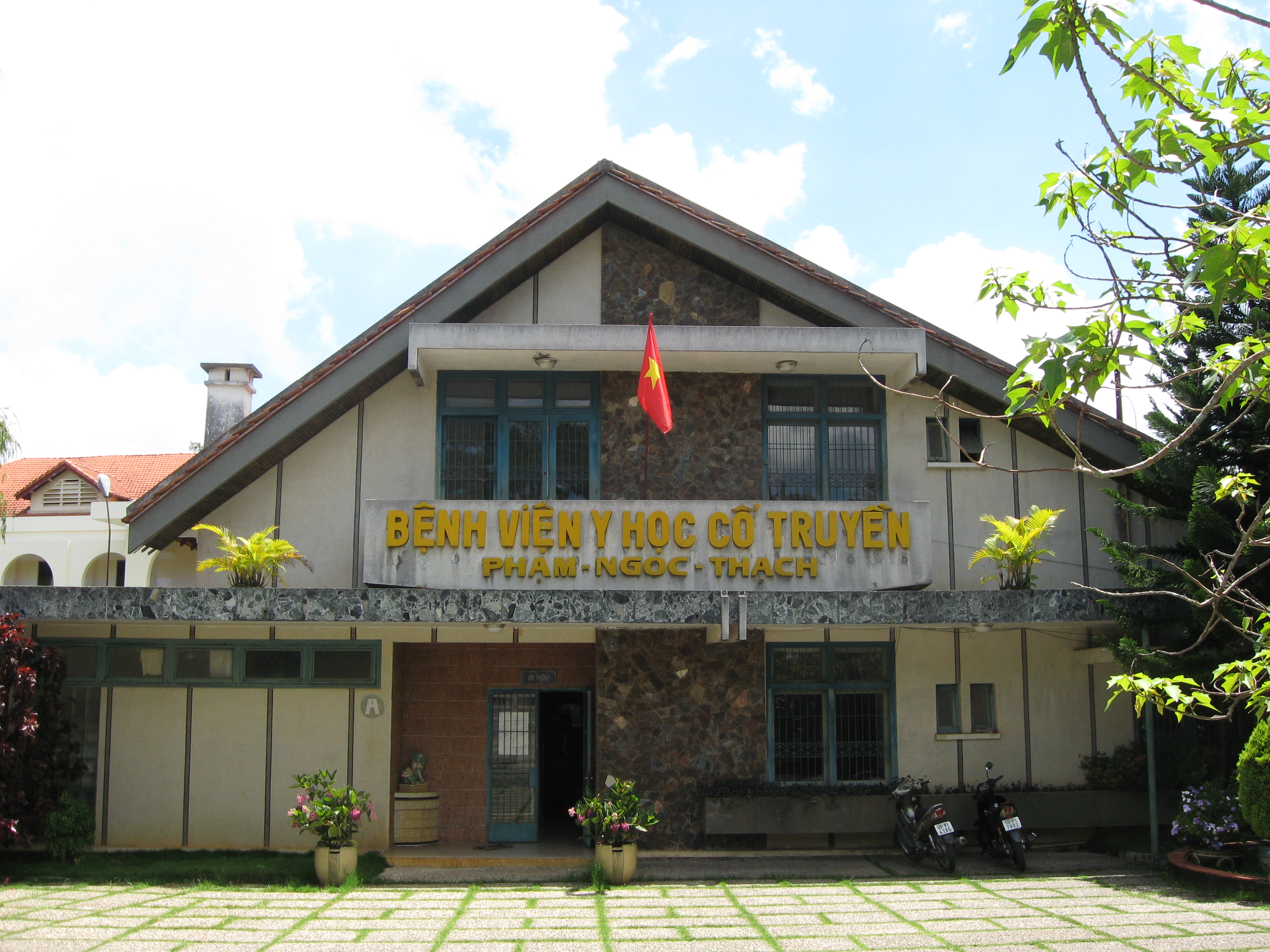
Bệnh viện Phạm Ngọc Thạch, đường Quang Trung, thành phố Đà Lạt

Tên của ông được đặt tên cho các đường phố: ở quận Đống Đa, Hà Nội; ở Quận 3, Thành phố Hồ Chí Minh; ở thành phố Hạ Long và ở thành phố Quy Nhơn; cho các bệnh viện: bệnh viện chuyên khoa Lao và Bệnh phổi (TPHCM), bệnh viện đông y (Đà Lạt).
Một trường đại học y khoa của TPHCM là Trường Đại học Y khoa Phạm Ngọc Thạch được thành lập trên cơ sở Trung tâm Đào tạo Bồi dưỡng Cán bộ Y tế Thành phố Hồ Chí Minh.

## Phong tặng
- Anh hùng Lao động đầu tiên của ngành y tế – nǎm 1958, tại Đại hội liên hoan Anh hùng Chiến sĩ thi đua toàn quốc lần thứ nhất.
- Giải thưởng Hồ Chí Minh – Truy tặng năm 1997 vì các cống hiến trong lĩnh vực khoa học.